# كوركيس إسماعيل
كوركيس إسماعيل هو مهاجم كرة قدم عراقي سابق لعب لمنتخب العراق بين عامي 1962 - 1969. لعب 9 مباريات وسجل 3 أهداف.

## الإحصائيات المهنية

### الأهداف الدولية مع المنتخب
نتيجة العراق مدرجة أولًا. يشير عمود الهدف إلى النتيجة بعد كل هدف سجله كوركيس.
|  | يشير إلى فوز العراق بالمباراة     |
|  | يشير إلى انتهاء المباراة بالتَّعادل |
|  | يشير إلى خسارة العراق في المباراة |

| #  | التاريخ       | المكان               | الخصم   | الهدف | النتيجة | المسابقة               |
| -- | ------------- | -------------------- | ------- | ----- | ------- | ---------------------- |
| 1. | 5 أبريل 1966  | ملعب الكشافة ، بغداد | البحرين | 1-7   | 10–1    | كأس الأمم العربية 1966 |
| 2. | 10 أبريل 1966 | ملعب الكشافة ، بغداد | سوريا   | 1–1   | 2–1     | كأس الأمم العربية 1966 |
| 3. | 10 أبريل 1966 | ملعب الكشافة ، بغداد | سوريا   | 2–1   | 2–1     | كأس الأمم العربية 1966 |